# Dicranomyia (Dicranomyia) nothofagi
Dicranomyia (Dicranomyia) nothofagi is een tweevleugelige uit de familie steltmuggen (Limoniidae). De soort komt voor in het Neotropisch gebied.